# Skandionkliniken
Skandionkliniken är en klinik i Uppsala som behandlar cancer och andra tumörsjukdomar med protonstrålning. Kliniken öppnade 2015 och var då den första protonstrålningskliniken i Norden. De sju regioner i Sverige som har universitetssjukhus står bakom klinikens verksamhet genom Kommunalförbundet Avancerad Strålbehandling. Patienterna från hela Sverige, och även andra länder, kan få behandling vid kliniken.
Kliniken har två uppdrag:
- bygga, äga och driva ett svenskt centrum för protonbehandling av tumörer,
- forska kring protonstrålning och dess effekter.

Varje år behandlas cirka 300 patienter vid Skandionkliniken, cirka 20 procent är barn. Kliniken har tre behandlingsrum varav två är i drift. 